# Daniel Maldini
Daniel Maldini (Milaan, 11 oktober 2001) is een Italiaans voetballer die doorgaans als middenvelder speelt. Hij komt uit voor Atalanta. Hij is de zoon van Paolo Maldini en de kleinzoon van Cesare Maldini.

## Carrière

### AC Milan
Maldini is een jeugdproduct van AC Milan. Op 2 februari 2020 maakte hij zijn officiële debuut voor het eerste elftal van de club: in de competitiewedstrijd tegen Hellas Verona (1-1) viel hij in de blessuretijd in voor Samu Castillejo. Op de slotspeeldag van de competitie, die vanwege de coronapandemie pas op 1 augustus 2020 werd afgewerkt, liet trainer Stefano Pioli hem in de 3-1-zege tegen Cagliari Calcio in de 65e minuut invallen.
In het seizoen 2020/21 kreeg hij in de Serie A slechts vijf korte invalbeurten. Maldini kreeg dat seizoen slechts twee basisplaatsen: op 1 oktober 2020 in de Europa League-kwalificatiewedstrijd tegen Rio Ave FC (2-2, winst na strafschoppen), en op de slotspeeldag van de Europa League tegen Sparta Praag (0-1-winst). Ook in het seizoen 2021/22, waarin AC Milan zijn eerste landstitel in elf jaar veroverde, was hij veelal invaller: in de Serie A viel hij zes keer in (soms zelfs een handvol minuten) en kreeg hij twee basisplaatsen, in de Champions League-groepsfase viel hij drie keer kort in, en ook in de Coppa Italia speelde hij verspreid over twee wedstrijden nog geen negentig minuten. Met zijn landstitel trad hij wel in de voetsporen van zijn vader en grootvader, die als speler respectievelijk zeven en vier landstitels veroverden met Milan.

#### Spezia
Voor het seizoen 2022/23 werd Maldini verhuurd aan Spezia Calcio, ook in de Serie A. Hij kreeg hier wel meer speelminuten, maar kreeg weinig basisplaatsen. Hij debuteerde voor Spezia op 6 augustus 2022 in de Coppa Italia tegen Como 1907 (5-1). Hij scoorde meteen een doelpunt. Twee maanden later, op 9 oktober, debuteerde hij ook in de competitie, tegen AC Monza (0-2). Maldini speelde in totaal 20 wedstrijden voor Spezia, waarin hij drie keer scoorde.

#### Empoli
Voor het seizoen 2023/24 werd Maldini voor een halfjaar verhuurd aan Empoli FC in de Serie A. Hij debuteerde op 30 oktober 2024 tegen Atalanta (0-3). Hij speelde in totaal slechts zeven wedstrijden voor Empoli, waarin hij niet scoorde.

### Monza
In januari 2024 werd Maldini overgenomen door AC Monza voor een transfersom van ongeveer vijf miljoen euro. Hij debuteerde op 21 januari 2024 tegen zijn oude club Empoli (0-3). Hij scoorde in de resterende wedstrijden van het seizoen vier keer voor de club. In het seizoen 2024/25 ging het wat moeilijker. Maldini speelde 20 competitiewedstrijden, waarin hij drie keer scoorde. In januari 2025 stond Monza onderaan in de Serie A, waardoor een vertrek van Maldini mogelijk was.

### Atalanta
In januari 2025 verkaste Maldini naar Atalanta Bergamo. Hij debuteerde op 1 maart 2025 tegen Hellas Verona (0-0).

## Interlandcarrière
Maldini debuteerde op 14 oktober 2024 voor het Italiaans voetbalelftal, in een wedstrijd van de UEFA Nations League tegen Israël (4-1). Hij mocht in de 74e minuut invallen voor Giacomo Raspadori. Op 23 maart 2025 verdiende hij zijn eerste basisplek in de ploeg, in de kwartfinales van de Nations League tegen Duitsland. Hij werd in de rust gewisseld voor Davide Frattesi.

## Clubstatistieken
| Seizoen | Club             | Competitie | Competitie | Competitie | Beker | Beker | Europa | Europa | Totaal | Totaal |
| Seizoen | Club             | Competitie | Wed.       | Dlp.       | Wed.  | Dlp.  | Wed.   | Dlp.   | Wed.   | Dlp.   |
| ------- | ---------------- | ---------- | ---------- | ---------- | ----- | ----- | ------ | ------ | ------ | ------ |
| 2019/20 | AC Milan         | Serie A    | 2          | 0          | 0     | 0     | —      | —      | 2      | 0      |
| 2020/21 | AC Milan         | Serie A    | 5          | 0          | 0     | 0     | 4      | 0      | 9      | 0      |
| 2021/22 | AC Milan         | Serie A    | 8          | 1          | 2     | 0     | 3      | 0      | 13     | 1      |
| 2022/23 | → Spezia Calcio  | Serie A    | 18         | 2          | 2     | 1     | 0      | 0      | 20     | 3      |
| 2023/24 | → Empoli FC      | Serie A    | 7          | 0          | 0     | 0     | 0      | 0      | 7      | 0      |
| 2023/24 | AC Monza         | Serie A    | 11         | 4          | 0     | 0     | 0      | 0      | 11     | 4      |
| 2024/25 | AC Monza         | Serie A    | 20         | 3          | 1     | 0     | 0      | 0      | 21     | 3      |
| 2024/25 | Atalanta Bergamo | Serie A    | 2          | 0          | 1     | 0     | 0      | 0      | 3      | 0      |
| TOTAAL  | TOTAAL           | TOTAAL     | 73         | 10         | 6     | 1     | 7      | 0      | 86     | 11     |

Bijgewerkt op 24 maart 2025.

## Erelijst
| Kampioen Serie A | 1x | 2021/22 |